# 英戈·施佩利
英戈·施佩利（德語：Ingo Spelly，1966年11月6日—），德国男子皮划艇运动员。他曾代表东德、德国参加1988年和1992年夏季奥林匹克运动会皮划艇比赛，获得一枚金牌和二枚银牌。